# Super Auto Pets
Super Auto Pets ist ein kostenfrei spielbarer Auto-Battler, der von Team Wood Games entwickelt und im September 2021 auf Steam für Windows und Linux veröffentlicht wurde. Es finanziert sich durch In-App-Käufe. Im Februar 2022 erschien das Spiel auch für iOS und Android.

## Spielprinzip
Der Spieler wählt Haustiere mit besonderen Fähigkeiten aus, um gegen andere Spieler anzutreten. Die Kämpfe laufen automatisch ab. Taktisch relevant ist die Aufstellung des eigenen Teams und insbesondere die Reihenfolge, in der die Tiere das Spielfeld betreten. Die insgesamt mehr als 220 Tiere haben meist individuelle Fähigkeiten.

## Rezeption
Robert Glashüttner meint bei FM4, dem Jugendkulturradiosender des Österreichischen Rundfunks, dass das Indie-Spiel nicht durch aufwändige Figuren besteche, sondern durch lustige Tiere im Stile von Emoticons. Es ist aus freien Icons und Stickern zusammengewürfelt worden und bleibt daher grafisch einfach, benötige aber taktisches Feingefühl. Im Gegensatz zu anderen Auto-Battlern sei es sehr einsteigerfreundlich. Alice O’Connor von Rock Paper Shotgun begrüßt die wöchentlichen neuen Inhalte. Das Spiel sei ein luftiger, farbenfroher und schlanker Auto-Battler und ein Lieblingsspiel der Redakteurin. Constantin Flemming lobt den Verzicht auf „Fantasy-Schnickschnack“ und die einzigartigen Fähigkeit jedes einzelnen Tieres. Jonathan Kemper meint in smartdroid, dass die Regel „leicht zu lernen, schwer zu meistern“ auf kaum ein aktuelles Smartphone-Spiel mehr zutreffe, als auf Super Auto Pets. Das Minispiel sei perfekt für eine schnelle Runde zwischendurch, würde dadurch aber auch schnell eine regelrechte Sucht auslösen.